# اهمیت
اهمیت (انگلیسی: Importance) یک ویژگی (فلسفه) از موجوداتی است که اهمیت دارند یا تفاوت ایجاد می‌کنند. به عنوان مثال، جنگ جهانی دوم یک رویداد مهم و آلبرت اینشتین یک شخص مهم به دلیل تأثیر آنها بر جهان بودند. در ادبیات آکادمیک در مورد نوع تفاوت مورد نیاز اختلاف نظر وجود دارد. بر اساس دیدگاه تأثیر علّی، چیزی در صورتی مهم است که علیت بزرگی در جهان داشته باشد. این دیدگاه توسط نظریه پردازان مختلف رد شده‌است، آنها اصرار دارند که یک جنبه اضافی لازم است: اینکه تأثیر مورد بحث باعث تفاوت ارزش می‌شود. این اغلب به این معناست که چگونه چیز مهم بر بهزیستی مردم تأثیر می‌گذارد.